# Maijamaa
Maijamaa med Vallinmaa och Pirttikari är en ö i Finland. Den ligger i Bottenhavet och i kommunen Nystad i den ekonomiska regionen  Nystadsregionen i landskapet Egentliga Finland, i den sydvästra delen av landet. Ön ligger omkring 70 kilometer nordväst om Åbo och omkring 210 kilometer väster om Helsingfors.
Öns area är 41,5 hektar och dess största längd är 1,1 kilometer i öst-västlig riktning.

## Delöar och uddar
- Maijamaa 60°52′03″N 21°16′51″Ö / 60.86744°N 21.28077°Ö
- Vallinmaa 60°52′03″N 21°17′33″Ö / 60.86754°N 21.29252°Ö
- Pirttikari 60°52′03″N 21°17′18″Ö / 60.86748°N 21.28821°Ö